# Kampung Madura
Kampung Madura is een bestuurslaag in het regentschap Kuantan Singingi van de provincie Riau, Indonesië. Kampung Madura telt 467 inwoners (volkstelling 2010).